# Територіальні претензії Росії
Територіальні претензії Росії — це претензії розпалені Російською Федерацією проти інших держав щодо приналежності тих чи інших ділянок суші та акваторій. Більшість прикордонних суперечок були успадковані Російською Федерацією від Радянського Союзу і вирішувалися компромісно, шляхом дипломатичних переговорів. Територіальні суперечки, що виникли після розпаду СРСР, включають конфлікт щодо приналежності Криму, включаючи Севастополь, у зв'язку з подальшою анексією Росією та суперечку щодо континентального шельфу в Арктиці. Крім того, до невирішених суперечок відносяться японсько-російська суперечка щодо Південних Курил та абхазько-російська суперечка щодо Агіби. Неспроможність російського парламенту ратифікувати угоду про морський кордон зі США є потенційним джерелом розбіжностей. 

## Таблиця
| Країна    | Місце                                             | Привід | Статус |
| --------- | ------------------------------------------------- | ------ | ------ |
| Україна   | Крим, Запоріжжя, Херсонщина, Донеччина, Луганщина | -      | Триває |
| Абхазія   | м. Агіба                                          | -      | Триває |
| Японія    | Південні Курили                                   | -      | Триває |
| США       | Берингове море                                    | -      | Триває |
| КНР       | Російсько-китайський кордон.                      | -      | Yes    |
| Норвегія  | Баренцеве море та Північно Льод-тий океан         | -      | Yes    |
| Фінляндія | Карелія                                           | -      | Yes    |
| Арктика   | Вся площина.                                      | -      | Триває |

## Вирішені конфлікти
Більшість прикордонних суперечок, успадкованих Російською державою після розпаду СРСР, були вирішені компромісно, шляхом дипломатичних переговорів. Столітня суперечка між Китаєм та Росією щодо проходження кордону по річках Амур, Уссурі та Аргунь була остаточно завершена угодою 2004 року.
У 2005 році було завершено демаркацію російсько-казахстанського кордону. Серед іншого, було погоджено розподіл спірних островів у Каспійському морі.
У 2010 році завершилася 40-річна російсько-норвезька суперечка щодо водної акваторії в Баренцевому морі та Північному Льодовитому океані площею близько 175 000 км².
Після здобуття Росією суверенітету в 1991 році фінська влада неодноразово підтверджувала відсутність територіальних претензій до частини російської Карелії та інших територій, на які претендують окремі фінські політичні групи. Фінляндія офіційно відмовилася від спірних територій на користь СРСР за Паризьким мирним договором 1947 року.
Окремі політичні кола Естонії та Латвії вимагають відновлення державних кордонів, встановлених Тартуським та Ризьким договорами 1920 року, що суперечить угодам, укладеним між цими країнами та Росією у 1996 і 1997 роках. 

## Актуальні суперечки щодо земельних ділянок

### Українсько-російський конфлікт навколо Криму
Причиною територіальної суперечки між Україною та Росією є включення Криму разом з Севастополем до складу Російської Федерації, яке відбулося у 2014 році. Українсько-російська територіальна суперечка спочатку (між 1991 і 2013 роками) коливалася навколо відсутності демаркованого кордону між двома державами на Азовському і Чорному морях. У березні 2014 року Збройні сили Російської Федерації провели спецоперацію в Криму, в результаті якої основна частина українських військових на півострові була здана в полон, перейшла на російський бік та у своїй більшості була інкорпорована до складу російських збройних сил. Спецоперація уможливила відносно мирний вихід Криму зі складу України, який відбувся 11 березня 2014 року, коли об'єднані збори депутатів Верховної Ради Автономної Республіки Крим та Севастопольської міської ради ухвалили декларацію про незалежність Республіки Крим. У декларації про незалежність міститься пряме посилання на справу Косово та рішення від 22 липня 2010 року, в якому Міжнародний Суд ООН постановив, що одностороннє проголошення незалежності Косово не порушило міжнародне право. 17 березня 2014 року Верховна Рада проголосила незалежність Криму (яка тимчасово об'єднала Автономну Республіку Крим і сепаратистське місто Севастополь) після референдуму, на якому, за офіційними кримськими даними, 96,57% учасників проголосували за приєднання Криму з Севастополем до Росії при явці 84%. Того ж дня незалежність Криму була визнана Росією. 18 березня 2014 року між Росією і Кримом (разом з окремим містом Севастополем) був підписаний договір про прийняття всього Криму до складу Росії.
Україна та більшість країн світу продовжують визнавати Крим як автономну республіку у складі України. Сьогодні Республіка Крим та м. Севастополь у складі Російської Федерації офіційно визнані (де-юре) Російською Федерацією: Афганістан, Куба, Нікарагуа, Північна Корея, Росія, Сирія та Венесуела. Президент Білорусі Олександр Лукашенко визнав фактичну приналежність Криму до Росії. Необов'язкова до виконання Резолюція Генеральної Асамблеї ООН 68/262 від 27 березня 2014 року визнає анексію Криму Росією такою, що суперечить, зокрема, Декларації про принципи міжнародного права від 24 жовтня 1970 року[14] або Заключному акту НБСЄ від 1 серпня 1975 року. Резолюцію про визнання кримського референдуму "недійсним" підтримали 100 країн-членів ООН, 11 були проти, 58 утрималися і 24 не брали участі в голосуванні. Резолюція не є юридично обов'язковою відповідно до статті 25 Статуту ООН.

### Японсько-російська конфлікт навколо Південних Курил
Серед невирішених питань — японсько-російська суперечка щодо південної частини Курильських островів. Японія на конференції в Сан-Франциско 1951 року відмовилася від своїх прав на Курильські острови, захоплені військами СРСР 18 серпня 1945 року під час Тихоокеанської війни. Однак під час холодної війни японська влада визнала, що договір не включає острови Ітуруп, Кунашир, Шикотан та групу острівців Хабомаї загальною площею 5175 км², які становлять "Північні території Японії". Він також поставив повернення цих островів в залежність від укладення мирного договору з СРСР, який не був підписаний до цього часу. 

### Абхазько-російська конфлікт навколо Агіби
Також невирішеним нині залишається питання про національну приналежність частини села Агіба та прилеглої території площею близько 160 км², розташованої на російсько-абхазькому кордоні. У радянський період, імовірно помилково, кордон між Російською РСР та Абхазькою АРСР проходив посередині села Агіба, подекуди розділяючи домогосподарства та сільськогосподарські угіддя на дві частини. Наразі вся спірна територія перебуває під російською адміністрацією. Суперечка додатково ускладнюється відмовою грузинської влади визнати абхазьку незалежність, яка вважає Абхазію автономною республікою, підпорядкованою Тбілісі. 

## Актуальні суперечки щодо водних об'єктів

### Суперечка щодо проходження морського кордону з США
Радянський, а потім і російський парламент досі не ратифікував радянсько-американську угоду про кордон зі США в Беринговому морі 1990 року.

### Суперечка за континентальний шельф в Арктиці
Причиною виникнення зазначеного суперечки може стати суперництво між Росією, Канадою, США, Норвегією та Данією за економічну зону в нафтоносній Арктиці. З 2001 року Росія наполегливо вимагає від Комісії з розмежування континентального шельфу розширити межі російської зони в Північному Льодовитому океані на основі результатів географічної зйомки шельфу.